# Ndola (Distrikt)
Ndola ist einer von zehn Distrikten in der Provinz Copperbelt in Sambia. Er hat eine Fläche von 959 km² und es leben 624.580 Menschen in ihm (2022). Hauptstadt des Distriktes ist das gleichnamige Ndola. Der Distrikt wurde 1997 aufgeteilt. Dabei entstanden die Distrikte Lufwanyama, Mpongwe und Masaiti.

## Geografie
Der Distrikt liegt etwa 280 Kilometer nördlich von Lusaka entfernt. Er liegt im Nordosten auf einer Höhe von etwa 1250 m und im Südwesten auf etwa 1455 m über dem Meeresspiegel. Die durchschnittliche Höhe beträgt 1200 m über dem Meeresspiegel. Ein Teil der Westgrenze wird durch den Kafue und ein Teil der Südgrenze durch seinen Nebenfluss Kafubu gebildet.
Der Distrikt grenzt im Osten und im Süden an den Distrikt Masaiti, im Westen an Luanshya und  Kitwe, und im Nordosten an die Provinz Haut-Katanga in der Demokratischen Republik Kongo.

## Wirtschaft
Die Wirtschaft von Ndola ist vielfältig. Sie umfasst Aktivitäten von der Lebensmittelverarbeitung, Zementherstellung, Ölraffinerie, Landwirtschaft, Forstwirtschaft, Steinbruch, Bau, Transport, Hotel und Tourismus, Finanzen, Einzel- und Großhandel bis hin zu Verbraucherdienstleistungen.
In Ndola hängt die Mehrheit der Bevölkerung vom informellen Sektor ab. Auf ihn entfallen geschätzt 64,2 Prozent der Beschäftigungen.

### Bergbauindustrie
Ndola verzeichnete ein stetiges Wirtschaftswachstums. Es litt unter den Auswirkungen der Privatisierung, die dazu führte, dass viele Unternehmen geschlossen oder in andere Städte verlegt wurden. Ndola rühmt sich jetzt einer schnell wachsenden Bergbauindustrie. Der Distrikt verfügt über große Mengen an Mineralvorkommen, insbesondere Kupfererz.

### Fertigung
Der verarbeitende Sektor ist einer der vorrangigen in Ndola. Er umfasst Unternehmen in den Bereichen Lebensmittelverarbeitung, Getränke, Holzverarbeitung, Erdöl-Raffinerie, Freizeit, Sportausrüstung und Agrarverarbeitung. Die Haupttätigkeit ist die Zementverarbeitung.

### Forstwirtschaft
Der Distrikt Ndola hat eine Gesamtwaldfläche von 43.387 ha, was etwa 39 % der gesamten Landfläche entspricht. Der Wald besteht aus Plantagengebiet und den Nationalwaldreservaten. Die Plantagengebiete werden hauptsächlich von ZAFFICO bewirtschaftet und umfassen rund 19.000 ha.

### Finanzsektor und Versicherung
Im Distrikt Ndola sind derzeit über 8 registrierte Geschäftsbanken tätig. Er hat 6 Versicherungsgesellschaften, die verschiedene Versicherungsdeckungen anbieten.

## Infrastruktur
Der Simon Mwansa Kapwepwe International Airport in Ndola bietet sowohl Inlands- als auch Auslandsflüge an. Der Flughafen bietet 26 Inlandsflüge und 30 internationale Flüge pro Woche an.

## Überschwemmungen
Nach schweren Niederschlägen, die sich ab dem 11. Januar 2022 als Folge des Tropischen Sturm Ana ereigneten, kam es am 16. Januar in den Distrikten Choma und Namwala, sowie später am 2. Februar in Ndola, zu schweren Überschwemmungen. Insgesamt waren in Sambia 1.000.000 Menschen betroffen. Am stärksten war dabei Namwala betroffen. In Ndola mussten 145 Haushalten evakuiert werden. Auch viele nicht Überflutungen betroffene Gebiete erlitten durch die starken Niederschläge Schäden in der Landwirtschaft.